# Francesco Landini
Francesco Landini (cũng được gọi là Landino, những tên khác của ông là Francesco degli Organi, Francesco il Cieco và Francesco da Firenze) (1325/1335-1397) Là nhà soạn nhạc người Ý. Ông là nhà soạn nhạc quan trọng nhất của Ý cuối thời kỳ âm nhạc Trung cổ.

## Cuộc đời
Chi tiết về cuộc sống của Landini rất ít, ông có nhiều khả năng sinh ra tại Florence. Ông hoạt động âm nhạc từ rất sớm và thông thạo nhiều nhạc cụ cũng như nghệ thuật ca hát, viết thơ. Ông đã làm việc như nghệ sĩ đàn đại phong cầm tại tu viện Florentine Santa Trinità trong năm 1361, và tại nhà thờ San Lorenzo từ năm 1365 trở đi. Ông đã tham gia sâu vào các cuộc tranh cãi chính trị và tôn giáo trong thời của ông.
Landini biết nhiều người trong số các nhà soạn nhạc khác Ý của Trecento như Lorenzo da Firenze, Andreas da Florentia. Nhiều nhà văn đương đại chứng minh cho sự nổi tiếng của ông, không chỉ là một nhà soạn nhạc, mà là một ca sĩ, nhà thơ, người đánh đại phong cầm, nhà triết học, và công dân nhiệt tình tận tâm của Florence, đáng chú ý là Giovanni da Prato, trong cuốn sách của ông Paradiso degli Alberti. Cuốn sách này được viết vào năm 1389 bao gồm những câu chuyện ngắn, một trong số đó được cho là có liên quan bởi Landini.

## Âm nhạc và ảnh hưởng
Landini là nhạc sĩ quan trọng nhất của phong cách Trecento. Tám mươi chín ballate cho hai giọng, bốn mươi hai ballate cho ba giọng. Ngoài các ballate, một số lượng nhỏ hơn các madrigal vẫn còn tồn tại. Tác phẩm của ông được sưu tập trong Squarcialupi Codex, đại diện cho gần một phần tư tác phẩm còn tồn tại của âm nhạc Ý thế kỷ 14.